# Lund (comuna)
Lund (em sueco: Lunds kommun; pronúncia /ˈlɵnːd/;  ouça a pronúncia) ou Lunda é uma comuna do sudoeste da Suécia, localizada no condado de Escânia. 
Sua capital é a cidade de Lund. 
Tem 427 quilômetros quadrados e pelo censo de 2019, havia 124 935 habitantes.

Faz parte da Área Metropolitana de Malmö, e esta por sua vez da Região Transnacional de Oresund.

## Localidades principais
Localidades com mais população da comuna:

| # | Localidade   | População |
| - | ------------ | --------- |
| 1 | Lund         | 92 056    |
| 2 | Dalby        | 6 602     |
| 3 | Södra Sandby | 6 557     |
| 4 | Veberöd      | 5 325     |
| 5 | Genarp       | 2 956     |
| 6 | Stångby      | 2 032     |

## Economia
A economia do município está baseada nos serviços municipais, na universidade, no hospital e na indústria de alta tecnologia.
Entre as empresas, estão a Tetra Pak (embalagens de alimentos), a Baxter International (aparelhagem médica e clínica) e a Axis Communications (videovigilância).
Uma grande parte do município é constituído por terrenos agrícolas argilosos.

O maior empregador é o próprio município, com cerca de 10 325 funcionários.

## Comunicações
A comuna de Lund é atravessada pela estrada europeia E22 (Trelleborg-Norrköping) e pela estrada nacional 11 (Malmö-Simrishamn).                                                                                                                      
É igualmente atravessada pela linha do Sul (Malmö-Estocolmo) e é ponto de partida da linha da costa Oeste (Lund-Gotemburgo).                                                 

## Educação
A cidade de Lund possuí uma rede de escolas públicas e livres de ensino básico e secundário. Dispõe igualmente de educação de adultos (Komvux).
    

### Ensino superior
Existem várias instituições de ensino superior na cidade: a Universidade de Lund (Lunds Universitet) e a Escola Superior Técnica de Lund (Lunds Tekniska Högskola).
Tem um total de cerca de 40 000 estudantes.

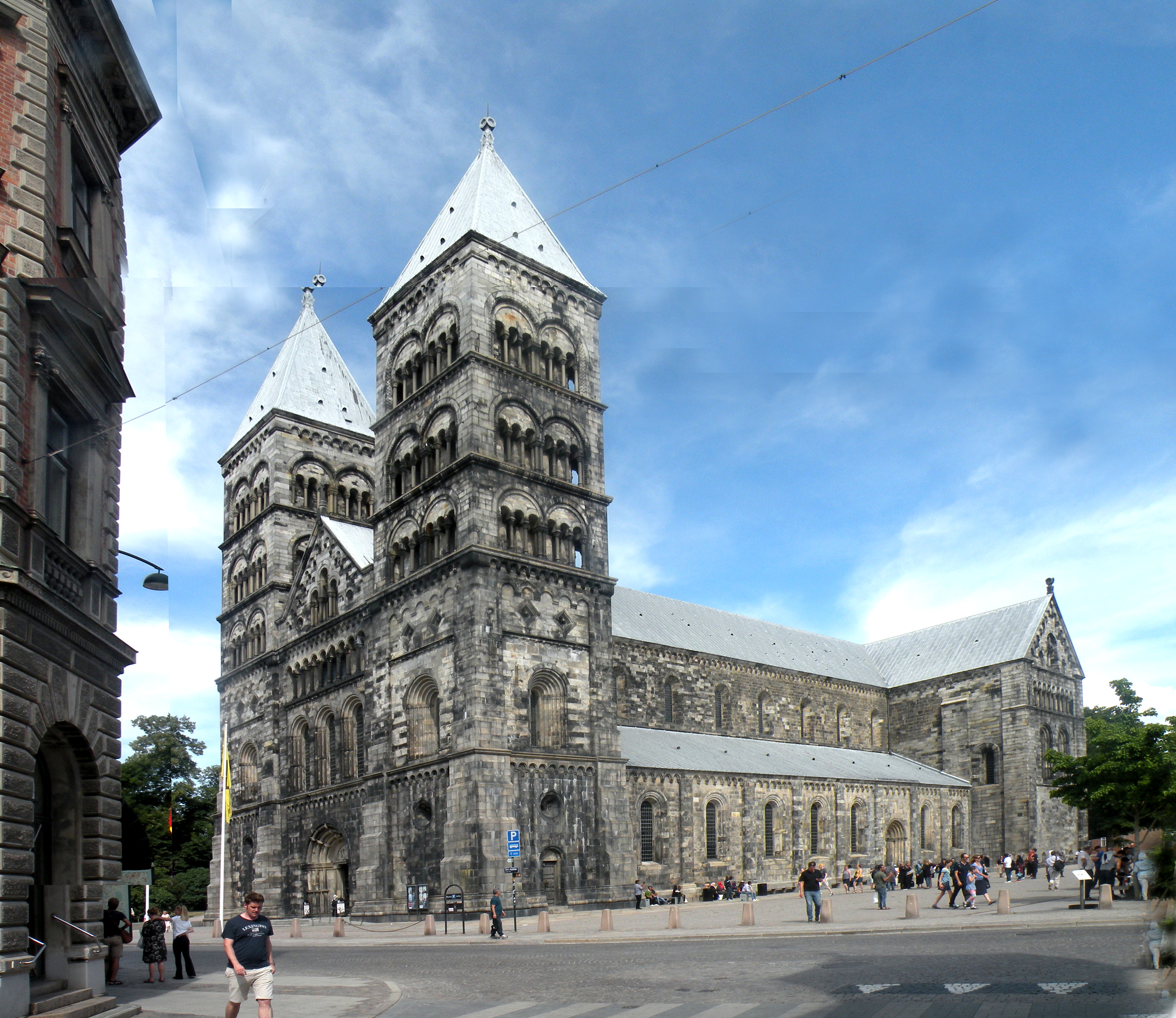
A catedral de Lund
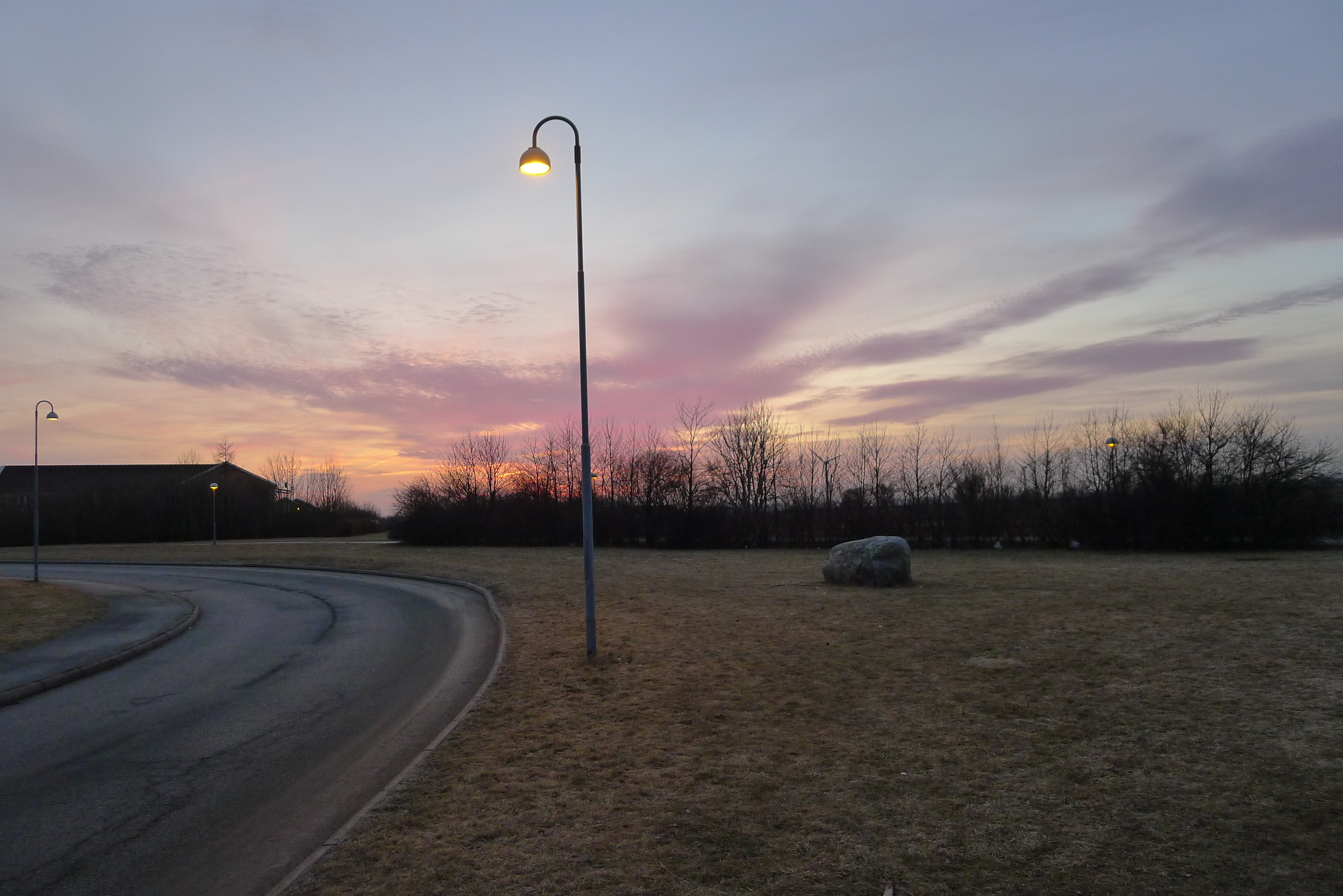
Iluminação em Värpinge